# Jayme Monjardim
Jayme Monjardim Matarazzo (19 de mayo de 1956, São Paulo, São Paulo) es un director y productor brasileño.

## Biografía
Hijo del empresario André Matarazzo y de la cantante Maysa, nació el 19 de mayo de 1956 en São Paulo (Brasil). Es bisnieto por parte de padre del conde Francesco Matarazzo y por parte de madre de Alfeu Adolfo Monjardim de Andrade e Almeida, primer y único barón de Monjardim.
Inició su carrera en televisión a mediados de los años 1980, codirigiendo telenovelas como Partido Alto, Roque Santeiro y Sinhá Moça. Su primera intervención como único director fue en Direito de Amar, telenovela ambientada en la época de Walter Negrão. En 1989 fue contratado por la extinta cadena de televisión Rede Manchete, para la que dirigió Pantanal, de Benedito Ruy Barbosa. Participó en varias producciones independientes durante la primera mitad de la década de 1990, como la telenovela A Idade da Loba, de la productora TV Plus y emitida por Rede Bandeirantes.

## Trabajos en televisión

### Como director
- 2016 - O Vendedor de Sonhos (dirección general)
- 2015 -  Partes de mí (dirección general y núcleo)
- 2014 - La sombra de Helena (núcleo)
- 2013 - O Tempo e o Vento (dirección)
- 2013 - Flor del Caribe (dirección general y núcleo)
- 2012 - Roberto Carlos Especial (dirección general y núcleo)
- 2012 - Acampamento de Férias 3: O Mistério da Ilha do Corsário (dirección de núcleo)
- 2011 - La vida sigue (dirección general y núcleo)
- 2011 - Divã (dirección de núcleo)
- 2011 - Acampamento de Férias 2: A Árvore da Vida (dirección de núcleo)
- 2010 - Nosso Querido Trapalhão (dirección de núcleo)
- 2010 - Aventuras do Didi (dirección de núcleo)
- 2009 - Vivir la vida (dirección general y núcleo)
- 2009 - Acampamento de Férias (dirección de núcleo)
- 2009 - A Turma do Didi (dirección de núcleo)
- 2009 - Maysa - Quando Fala o Coração (dirección general y núcleo)
- 2008 - Casos e Acasos (dirección general y núcleo)
- 2006/2007 - Páginas de la vida (dirección general y núcleo)
- 2005 - América(34 capítulos) - (dirección general y núcleo)
- 2003 - La casa de las siete mujeres (dirección general y núcleo)
- 2001/2002 - El clon (dirección general y núcleo)
- 2000 - Aquarela do Brasil (dirección general)
- 1999/2000 - Terra Nostra (dirección general y núcleo)
- 1999 - Chiquinha Gonzaga (dirección general)
- 1995/1996 - A Idade da Loba
- 1991 - O Fantasma da Ópera
- 1990/1991 - A História de Ana Raio e Zé Trovão
- 1990 - Rosa dos Rumos - director artístico
- 1990 - Mãe de Santo - director artístico
- 1990 - O Canto das Sereias
- 1990/1991 - Fronteiras do Desconhecido - director artístico
- 1990 - Pantanal
- 1989/1990 - Kananga do Japão - director artístico
- 1987 - Direito de amar
- 1986 - Sinhá Moça
- 1985/1986 - Roque Santeiro
- 1984/1985 - Cuerpo a Cuerpo
- 1984 - Partido Alto
- 1984 - Amor com Amor se Paga
- 1983 - Braço de Ferro